# Heurística de disponibilidad
Heurística de disponibilidad es un atajo mental que se basa en ejemplos inmediatos que llegan a la mente de una persona determinada al evaluar un tema, concepto, método o decisión específicos. A lo largo de su evolución, el cerebro humano ha optimizado el trabajo mental requerido para tomar una decisión evitando que gastemos tiempo y esfuerzo para llegar a conclusiones más o menos correctas, sobre todo en asuntos críticos, de supervivencia. 
La heurística de disponibilidad opera sobre la noción de que, si algo se puede recordar, debe ser importante, o al menos más importante que los sucesos alternativos que no se recuerdan tan fácilmente. Posteriormente, bajo la heurística de disponibilidad, las personas tienden a ponderar fuertemente sus juicios con la información más reciente, haciendo que las nuevas opiniones estén sesgadas hacia las últimas noticias. En tal sentido la heurística de disponibilidad cumple una función de filtro (seleccionar información reciente) o atajo. La idea de disponibilidad puede resumirse con la siguiente definición:

Cuanto más accesible sea un suceso, más frecuente y probable parecerá; cuanto más viva sea la información, más convincente y fácil de recordar será; y cuanto más evidente resulte algo, más causal parecerá.
Scott Plous. The availability heuristic. The psychology of judgment and decision making. 1993, McGraw-Hill, NY

## Vista general e historia
Antes del trabajo de Kahneman y Tversky, la visión predominante en el campo del juicio humano era que los humanos son actores racionales. Sin embargo, a finales de la década de 1960 y principios de la de 1970, Amos Tversky y Daniel Kahneman comenzaron a trabajar en una serie de documentos que examinaban "heurísticos y sesgos" utilizados en el juicio bajo incertidumbre. Explicaron que el juicio bajo incertidumbre a menudo se basa en un número limitado de heurísticas de simplificación en lugar de un extenso procesamiento algorítmico. Pronto esta idea se extendió más allá de la psicología académica, a la ley, la medicina y la ciencia política. Esta investigación cuestionó la adecuación descriptiva de los modelos de juicio idealizados que proponía la teoría estándar y ofreció una visión de los procesos cognitivos que explicaban el error humano sin apelar a una irracionalidad intencionada. En 1973, Amos Tversky y Daniel Kahneman estudiaron este fenómeno y lo etiquetaron como la "heurística de la disponibilidad". Una heurística de disponibilidad es un atajo mental que se basa en ejemplos inmediatos que llegan a la mente de una persona determinada cuando se evalúa un tema, concepto, método o decisión específicos. De la siguiente manera, las personas tienden a usar un hecho fácilmente disponible en su recuerdo para basar sus creencias sobre dicho concepto o uno ligado a este, a otro sustancialmente más distante en su recuerdo. Se han realizado muchas investigaciones con este proceso mental o heurístico, pero los estudios sobre el tema aún son difusos con respecto al proceso subyacente. Los estudios demuestran que las manipulaciones destinadas a aumentar la experiencia subjetiva de la facilidad de recordar también pueden afectar a la cantidad de recuerdo. Además, esto dificulta determinar si las estimaciones de frecuencia, probabilidad o tipicidad obtenidas se basan en las experiencias fenoménicas de los participantes o en una muestra parcial de información recordada.
Sin embargo, la última interpretación está ampliamente aceptada entre la comunidad académica, introduciendo la heurística de disponibilidad como "los juicios de uno siempre se basan en lo que se le viene a la mente". Por ejemplo, si a una persona se le pregunta si hay más palabras en el idioma inglés que comienzan con una “t” o una “k”, la persona probablemente podrá pensar en más palabras que comiencen con la letra “t”, concluyendo que “t” es más frecuente que “k”.

## Investigación
En el primer examen de heurística de disponibilidad de Tversky y Kahneman, se preguntó a los sujetos: "Si se toma una palabra al azar de un texto en inglés, ¿es más probable que la palabra comience con una K, o que K sea la tercera letra?" Argumentan que las personas de habla inglesa pensarían inmediatamente en muchas palabras que comiencen con la letra "K" (kangaroo, kitchen, kale), pero que se necesitaría un esfuerzo mayor para pensar en cualquier palabra en la que "K" sea la tercera letra (acknowledge, ask). Los resultados indicaron que los participantes sobreestimaron el número de palabras que comenzaban con la letra "K" y subestimaron el número de palabras que tenían "K" como tercera letra. Tversky y Kahneman concluyeron que las personas responden este tipo de preguntas al evaluar cuán fácilmente pueden recordar estas instancias. En otras palabras, es más fácil pensar en palabras que comienzan con "K", más que palabras con "K" como tercera letra. Por lo tanto, las personas juzgan que las palabras que comienzan con una "K" son más comunes. Cuando en realidad, un texto típico contiene el doble de palabras que tienen "K" como la tercera letra que "K" como primera letra. Hay tres veces más palabras con "K" en la tercera posición que las palabras que comienzan con "K".
Otros de los hallazgos de Tversky y Kahneman más allá del estudio "K", fue: Cuando a los participantes se les pidió que completaran tareas que implican una estimación, a menudo subestimarían el resultado final. Los participantes basaban su estimación final en una primera impresión rápida del problema. Los participantes tuvieron problemas especialmente cuando los problemas consistían en varios pasos. Esto se mostró en una tarea que pedía a los participantes que estimaran la respuesta a una tarea de multiplicación, en la que los números se presentaban como 1x2x3x4x5x6x7x8 o 8x7x6x5x4x3x2x1. Los participantes a quienes se les presentó la ecuación con los números más grandes primero (8x7x6 ...), estimaron un resultado significativamente más alto que los participantes con los números más bajos primero (1x2x3 ...). A los participantes se les dio un corto período de tiempo para hacer la estimación, por lo que los participantes basaron sus estimaciones en lo que estaba fácilmente disponible, que en este caso fueron los primeros números de la secuencia.
Tversky y Kahneman también argumentaron que del número de ejemplos que la memoria es capaz de recordar fácilmente se infiere, de manera subyacente, la frecuencia con la que ocurren tales instancias. En un experimento para probar esta explicación, los participantes escucharon listas de nombres que contenían 19 mujeres famosas y 20 hombres menos famosos o 19 hombres famosos y 20 mujeres menos famosas. Posteriormente, se pidió a algunos participantes que recordaran tantos nombres como fuera posible, mientras que a otros se les pidió que estimaran si los nombres masculinos o femeninos eran más frecuentes en la lista. Los nombres de las celebridades famosas fueron recordados con mayor frecuencia en comparación con los de las celebridades menos famosas. La mayoría de los participantes juzgaron incorrectamente que el género asociado con nombres más famosos se había presentado con más frecuencia que el género asociado con nombres menos famosos. Tversky y Kahneman argumentan que, aunque la heurística de disponibilidad es una estrategia efectiva en muchas situaciones, cuando se juzga el uso de la probabilidad de esta heurística se pueden generar patrones predecibles de error.

## Limitaciones de la Heurística de disponibilidad
Como todo mecanismo de naturaleza más intuitiva que racional, la Heurística de disponibilidad tiene limitaciones, como hacernos creer que lo más frecuente o los datos que tenemos "a mano" confirman nuestras suposiciones en todos los casos o son aplicables a cualquier situación. Además, intelectuales como Bruce Schneier han propuesto que era más fiable en el pasado, por cuanto nuestras fuentes de información actuales provienen de los medios más que de la propia experiencia, lo cual distorsiona la disponibilidad, viveza (qué tan vívido es un dato en la memoria) y evidencia, resultando en heurísticas menos precisas.

## Ejemplos de Heurística de disponibilidad
1) Si acabamos de ver la noticia de un asalto en cierta calle y recordamos que un amigo fue asaltado en la misma calle tiempo atrás, pensaremos que esa calle es peligrosa basándonos en estos antecedentes, aunque se trate de casos aislados o no haya gran proximidad temporal entre uno y otro evento.
2) Si estamos buscando apartamento y vemos que algunos miembros de nuestro círculo de amistades (o grupo etario) no ha tenido éxito en esa tarea, pensaremos que la oferta inmobiliaria es escasa o difícil (razonamiento semejante a una falacia por generalización apresurada).
3) Si en los medios se nos presentan sucesos estadísticamente inusuales, de una manera continua, tenderemos a asociar una mayor probabilidad de que suceda dicho evento; debido a que este estará más presente en nuestra memoria que eventos que objetivamente son más usuales.
4) En el campo de la economía financiera, en un panorama financiero negativo se tiende a percibir el conjunto del mercado como algo volátil y menos atractivo, por lo que la visión sobre una empresa de dicho mercado siempre va a ser a la baja infravalorando las posibilidades de ganancias a pesar de la situación individual en el mercado de dicha empresa